# Plethodon asupak
Plethodon asupak é uma espécie de salamandra da família Plethodontidae.
É endémica dos Estados Unidos da América.
Os seus habitats naturais são: florestas temperadas e rios.
Está ameaçada por perda de habitat.